# Mendaro
Mendaro is een gemeente in de Spaanse provincie Gipuzkoa in de regio Baskenland met een oppervlakte van 25 km². Mendaro telt 2.031 inwoners (1 januari 2016).